# Lorenz Hoffmann (Politiker)
Lorenz Hoffmann (* 17. März 1892 in Bigge; † 28. September 1967 ebenda) war ein deutscher Kommunalpolitiker und ehrenamtlicher Landrat (CDU).

## Leben und Beruf
Nach dem Schulbesuch absolvierte Hoffmann eine Schreinerlehre, war Geselle, legte die Meisterprüfung ab und war in diesem Beruf tätig.
Er war verheiratet und hatte vier Kinder.

## Abgeordneter
Mitglied des Kreistages des Landkreises Brilon war er von 1928 bis 1933 und vom 13. Oktober 1946 bis zum 26. September 1964. Außerdem war er ab 1945 Mitglied des Gemeinderates der Gemeinde Bigge.

## Öffentliche Ämter
Vom 28. November 1950 bis zum 9. Dezember 1952 war er Landrat des ehemaligen Landkreises Brilon. Außerdem war Hoffmann Bürgermeister der Gemeinde Bigge.

## Sonstiges
Am 17. März 1957 wurde Hoffmann das Bundesverdienstkreuz am Bande verliehen. Er war Kreisbrandmeister des Landkreises Brilon. In Anerkennung seiner Verdienste um die Freiwillige Feuerwehr wurde er 1956 mit dem Goldenen Feuerwehr-Ehrenzeichen ausgezeichnet.